# Gergely János (immunológus)
Gergely János (Karcag, 1925. december 13. – Budapest, 2008. február 4.) magyar orvos, immunológus, egyetemi tanár. Az orvostudományok kandidátusa (1957), az orvostudományok doktora (1968). A Magyar Tudományos Akadémia tagja (levelező: 1982. máj. 7.; rendes: 1990. máj. 21.).

## Életpályája
Grosz József önálló kereskedő és Frank Vilma (1894–1962) fiaként született karcagi zsidó családban. 1943-ban érettségizett a karcagi Református Nagykun Gimnáziumban. A német megszállás idején Budapesten tartózkodott, ahonnan később Kenderesre került, és a Horthy-birtokon dolgozott mint summás. Szülei túlélték a holokausztot, azonban családja nagy részét elvesztette. A Debreceni Tudományegyetemen kezdett tanulni; 1950-ben az Eötvös Loránd Tudományegyetem Orvostudományi Karán általános orvosi oklevelet szerzett. 1951–1953 között az Egészségügyi Tudományos Tanács előadója és titkárságvezető főelőadója volt. 1953–1957 között a BOTE III. sz. Belgyógyászati Klinika tudományos munkatársa, 1958–1963 között tudományos főmunkatársa volt. 1953–1956 között az MTA–TMB-n Gömöri Pál aspiránsaként dolgozott. 1962-től a Medicina Kiadó irodalmi vezetőjeként is tevékenykedett. 1963–1973 között az Országos Vértranszfúziós Szolgálat Központi Kutatólaboratóriuma és az Országos Hematológiai és Vértranszfúziós Intézet Immunkémiai Osztályának tudományos osztályvezetője volt. 1965–1966 között a Birminghami Egyetem Kísérleti Kórélettani Osztálya és a Lausanne-i Egyetem Biokémiai Intézete vendégkutatója volt. 1971–1978 között a Magyar Immunológiai Társaság főtitkára, 1978–1986 között elnöke volt. 1973–1995 között az ELTE Természettudományi Kar (ELTE TTK) Immunológiai Tanszék egyetemi tanára, 1973–1993 között a tanszék vezetője, 1996–1998 között kutatóprofesszora, 1999-től emeritus professzora volt. 1978–1980 között az Európai Immunológiai Társaságok Szövetségének alelnöke, 1980–1983 között elnöke volt. 1982-ben a Magyar Tudományos Akadémia levelező, 1990-ben rendes tagja lett. 1990–1996 között a Magyar Tudományos Akadémia Biológiai Tudományok Osztályának elnöke volt. 1994–1995 között a Magyar–Amerikai Oktatási Csereprogram Bizottság elnöke volt. 1996-tól a Magyar Tudományos Akadémia Vezetői Kollégiumának tagja volt. 1998–2007 között a Magyar Tudományos Akadémia Bolyai Kutatói Ösztöndíj Kuratóriumának elnöke, valamint a Széchenyi Professzori Ösztöndíj Kuratóriumának tagja volt. 1999-től a Magyar Tudományos Akadémia elnökségi tagja, valamint a Magyar Köztársaság Kormánya Tudományos és Technológia-politikai Kollégium Tudományos Tanácsadó Testületének tagja volt.

### Munkássága
Immunológiával, elsősorban a magasabb rendű szervezetek humorális védekezésében központi szerepet betöltő ellenanyag-molekulák vizsgálatával foglalkozott. Nevéhez köthető az ELTE TTK-n az Immunológiai Tanszék létrehozása, s így az immunológia tantárgy egyetemi oktatásának bevezetése. Elsősorban az ő szervezőkészségének és nemzetközi elismertségének köszönhető, hogy Magyarország rendezhette meg az Európai Immunológiai Kongresszust 1978-ban és az Immunológiai Világkongresszust 1992-ben.

## Művei
- Adatok a nephrosis syndroma pathomechanizmusához (Kandidátusi értekezés; Budapest, 1956)
- Cholesterin-atherosclerosis gátlása béta- lipoproteinnel történő immunizálás útján (Orvosi Hetilap, 1959. 31.)
- Különböző érterületek összehasonlító vizsgálata immunelektroforézissel (Orvosi Hetilap, 1961. 6.)
- Az érfal mucoid anyagainak szerepe az atherosclerosis pathogenesisében (Orvosi Hetilap, 1961. 25.)
- Vizsgálatok béta-lipoproteid antigénnel (Orvosi Hetilap, 1961. 31.)
- Az érelmeszesedésről (Budapest, 1962; 2. kiadás: 1966)
- Mucopolysaccharidák hatása az érfal saját lipolytikus aktivitására (Orvosi Hetilap, 1962. 17.)
- Aminosavak, peptidek, fehérjék. Laboratóriumi kézikönyv (Dévényi Tiborral; Budapest, 1963; németül: 1968; angolul: 1974)
- Az intimális mucopolysaccharidák béta-lipoproteid kötő komponense (Orvosi Hetilap, 1963. 30.)
- IgG myeloma-fehérjék papainszenzitivitása (Medgyesi Györggyel; Orvosi Hetilap, 1967. 35.)
- A humán IgG papain sensitiv és papain insensitiv populatio (Doktori értekezés; Budapest, 1967)
- Az immunglobulinok szerkezete és klinikai jelentősége (Az orvostudomány aktuális problémái. 2. Budapest, 1968)
- Immunohomeostasis (Orvosi Hetilap, 1973. 13.)
- Immunkémiai módszerek alkalmazásának jelentősége az IgD myloma felismerésében (Orvosi Hetilap, 1974. 23.)
- Az immunválasz filogenezise és ontogenezise (A biológia aktuális problémái, 1974)
- Az ellenanyagok szerkezete (Az orvostudomány aktuális problémái. 21. Budapest, 1975)
- Homoreaktáns faktorok előfordulása és az IgG szintézisére gyakorolt befolyásának vizsgálata (Medgyesi Györggyel, Puskás Évával; Orvosi Hetilap, 1975. 22.)
- Ellenanyag-specificitás – immunológiai specificitás (Orvosi Hetilap, 1978. 28.)
- Immunbiológia (Egyetemi tankönyv; Budapest, 1979)
- Az önállósodott immunbiológia. Eredmények és perspektívák (Magyar Tudomány, 1981)
- Új lehetőségek az immunfolyamatok felismerési rendszereinek kutatásában. Akadémiai székfoglaló. (Elhangzott: 1982. dec. 7.)
- Immunológiai változások öregkorban (Az öregedés. Biológiai elváltozások, megbetegedések és szociális problémák öregkorban. Szerkesztette: Beregi Edit. Budapest, 1984)
- Az immunglobulinszintézis genetikai szabályozása. – Sejtkölcsönhatások genetikai szabályozása (Az immungenetika alapjai. Szerkesztette: Petrányi Győző; Budapest, 1986)
- IgG eredetű szintetikus peptidek immunfolyamatokat befolyásoló hatása (Orvosi Hetilap, 1988. 17.)
- A humorális immunválasz regulációja: önszabályozó mechanizmusok. Akadémiai székfoglaló. (Elhangzott: 1990. okt. 2.)
- Egy immunológus századvégi töprengései (Magyar Tudomány, 2000)[6]
- Emlősök, rovarok és növények immunvédekezésének közös eredete és hasonlósága (Magyar Tudomány, 2004)
- Egy fehérjéket címkéző molekula és egy magyar származású Nobel-díjas története (Természet Világa, 2005)
- Közeledünk az immunológiai tolerancia mechanizmusának megértése felé (Orvosi Hetilap, 2007)

## Díjai, elismerései
- Akadémiai Díj (1975)
- Kesztyűs Loránd-emlékérem (1981)
- Széchenyi-díj (1992)
- ELTE Aranyéren (1993, 1996)
- Pázmány Péter Felsőoktatási Díj (2001)
- Szilárd Leó professzori ösztöndíj (2001)
- Bugát Pál-emlékérem (2002)
- Karcag díszpolgára (2004)[7]
- az ELTE TTK díszdoktora (2005)
- Semmelweis Ignác-emlékérem (2005)
- a Pro Renovanda Cultura Hungariae Alapítvány Fődíja (2006)
- A Magyar Köztársasági Érdemrend középkeresztje (2006)
- a Debreceni Egyetem díszdoktora (2007)

## Emlékezete
- szobra az ELTE TTK 1/C Épületében, a Biológiai Szakgyűjtemény előtt látható (Szabó Gábor szobrászművész alkotása; 2010)
- Karcagon emléktáblát avattak (portré-dombormű, 2010)